# 鬲

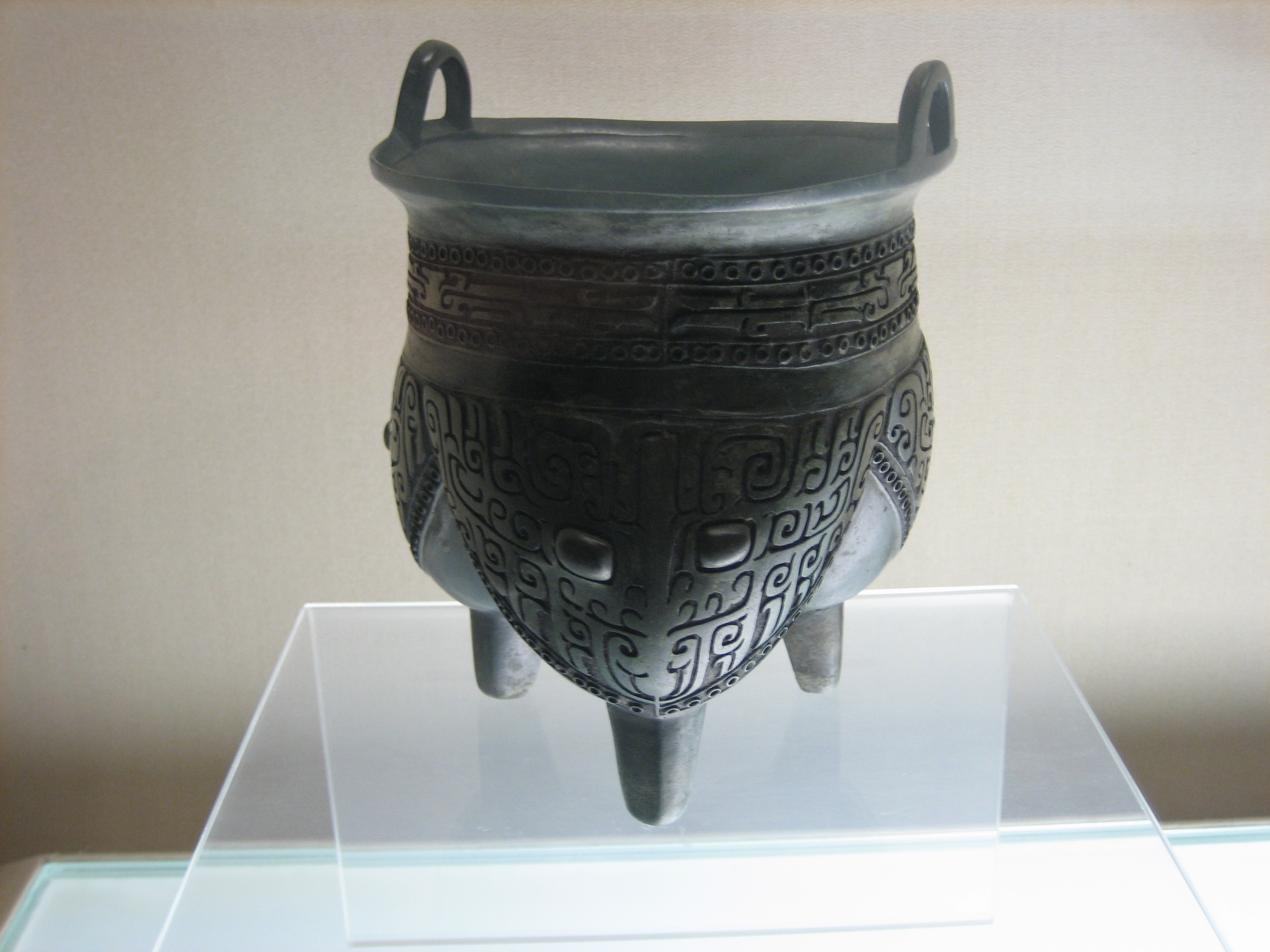
饕餮文が刻まれた商代中期の鬲。上海博物館所蔵

鬲（れき）とは、古代中国において用いられた中空構造の三足を持った沸騰機。

## 概要
3本の足の中の空間に水を入れ、その上に甑（こしき/そう）を載せて火にかけ、水を沸騰させることで粟や稲などを蒸した。
鬲と甑を1つと看做した場合には甗（げん）とも称する。東アジア地域において穀物を蒸して食べる調理習慣を確立させるのに大きな影響があった。
新石器時代の黄河流域において土器による鬲が発生し、続く龍山文化において甑の登場とともに発達した。夏・殷・周の3代にかけて甗は一般的な調理器具として定着して青銅器による鬲も現れた。
特に殷代以後には青銅器の鬲の中には祭祀に用いるために獣面文などを施した芸術性の高い作品も現れた。また、次第にその技巧は生活用の鬲にも広がり用途に応じた改良も加えられるようになる。
だが、漢の時代に入ると次第に衰微していくことになった。